# Max Weichenrieder

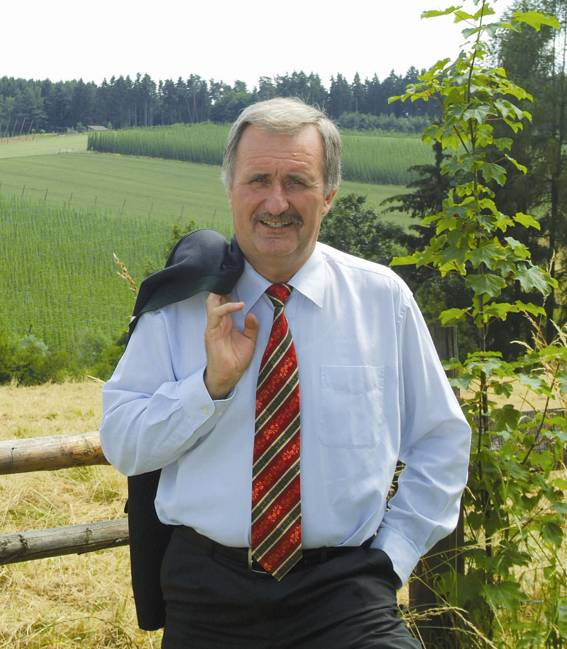
Max Weichenrieder

Max Weichenrieder (* 25. Februar 1950 in Stadelhof bei Wolnzach) ist ein bayerischer Politiker (CSU) und war Präsident des Oberbayerischen Bauernverbands. Er war von 2002 bis 2008 Abgeordneter des Bayerischen Landtages.

## Biografie
Max Weichenrieder besuchte von 1956 bis 1963 die Volksschule Niederlauterbach. Nach Abschluss der Volksschule folgte ein Abschluss an der Handels- und Wirtschaftsschule Ingolstadt im Jahre 1966. 1973 legte Max Weichenrieder seine Meisterprüfung ab und arbeitet seitdem als Landwirt.

## Politische und gesellschaftliche Tätigkeiten
1978 trat Max Weichenrieder in die CSU ein. Seit 1978 ist er Marktgemeinderat der Gemeinde Wolnzach und seit 1990 Kreisrat im Landkreis Pfaffenhofen an der Ilm.

### Landtagsabgeordneter
Seit 2002 ist Max Weichenrieder Mitglied des bayerischen Landtags und gehört dem Ausschuss für Landwirtschaft und Forsten sowie dem Ausschuss für Umwelt, Gesundheit und Verbraucherschutz an.
Innerhalb der CSU-Fraktion ist Max Weichenrieder Vorsitzender der Arbeitsgruppe Abwasserbeseitigung im ländlichen Raum, Mitglied der Arbeitsgruppe Grüne Gentechnik und Mitglied des Arbeitskreises Landwirtschaft und Forsten.
Bei den Landtagswahlen 2008 konnte er als Listenkandidat des Bezirks Oberbayern aufgrund der hohen Verluste der CSU nicht wieder in den Landtag einziehen.

### Bauernverbände
Max Weichenrieder ist Kreisobmann im Bauernverband Pfaffenhofen und war bis März 2012 Präsident des oberbayerischen Bauernverbandes. Außerdem ist er Vorstandsmitglied der Landwirtschaftlichen Sozialversicherung Franken und Oberbayern.

## Familie
Max Weichenrieder ist verheiratet und hat drei Kinder. Mit seiner Familie lebt er in seinem Geburtsort Stadelhof bei Wolnzach.